# Martinovics Dorina
Martinovics Dorina (Budapest, 1981. november 12. –) magyar színésznő.

## Életpályája
Édesapja, Martinovics László vízilabdaedző, édesanyja, Ildikó szociológus. Szülei szerették volna, ha élsportoló lesz, emiatt gyermekként aktívan vízilabdázott, kajakozott és műugrott. A budapesti Szabó Ervin Gimnázium drámatagozatán érettségizett, és az Új Színház stúdiósa volt. A középiskola elvégzése után a Kertészeti Egyetemen tanult egy évig, majd jelentkezett a Színház- és Filmművészeti Egyetemre. Jordán Tamás és Lukáts Andor osztályában végzett 2006-ban, onnan a budapesti Nemzeti Színházhoz szerződött, melynek kilenc évig volt tagja.
18 éves korában szerepelt Herendi Gábor reklámfilmjében, 2002-ben pedig a rendező nagy sikerű Valami Amerika című filmjében kapott egy kisebb szerepet. 2007-ben feltűnt Szőke András Hasutasok című filmjében, és a Török Ferenc rendezte Overnightban is. 2011-ben megkapta a női főszereplő, Havas Léna szerepét a HBO első magyar sorozatában, a Herendi Gábor által rendezett Társas játékban. A sorozat nézettsége kimagasló volt, második évadot 2013-ban forgatták és mutatták be.
Elsősorban színházi színésznő. Legaktívabb éveit Alföldi Róbert igazgatósága alatt élte a Nemzeti Színházban 2007 és 2013 között. Számtalan pályatársával ellentétben, a direktor leváltása körüli botrányban nem foglalt állást, az eredeti társulatból csupán néhány kollégájával maradt a színházban. A női főszerepet játszotta az új igazgató, Vidnyánszky Attila első bemutatójában, Tamási Áron Vitéz lélek című művében. A darabot elmarasztalták a kritikusok, de Martinovics Dorina játékát számos orgánum kiemelte.
2014 nyarán önként távozott a Nemzeti Színházból, és a Bálint András igazgatósága alatt működő Radnóti Miklós Színház tagja lett, ahol 2022-ig játszott. A 2014/2015-ös évad első előadásában, a Horváth Csaba rendezte Oresztész című színműben a női főszerepet, Élektra antik hősnőt alakította. A darab sajátossága, hogy Horváth Csaba, a fizikai színház hazai meghonosítója a prózai részeket mozgásszínházi elemekkel vegyítette.
2022-től a Centrál Színház színésznője.
2014-ben Madarász István filmrendező első nagyjátékfilmjének, a Hurok című thrillernek a főszerepére választotta. A forgatás október és november között tartott több magyarországi helyszínen. A produkció a Magyar Nemzeti Filmalap 280 millió forintos támogatásával készült.2011-ben Arany Medál díjat kapott a legígéretesebb fiatal tehetség kategóriájában.

## Magánélete
Gyermeke Borisz, 2007-ben született Kolovratnik Krisztián színész-zenésztől. Férje később Szatory Dávid színművész volt. Közös gyermeküket 2020-ban várták. A Marie Clare magazin 2013 októberi címlapján szerepelt. Párja Puskás Samu rendező, akivel 2024-ben jelentették be, hogy gyermeket várnak. 2024-ben megszületett kisfiuk, Noam.

## Színházi szerepei
- Teljesen idegenek – Játékszín

Szerepei a Radnóti Színházban
- Székely Csaba:10 III.
- Osztrovszkij: A művésznő és rajongói NYINA SZMELSZKAJA – vidéki színésznő
- Závada Pál regényét színpadra alkalmazta Mohácsi István és Mohácsi János: Egy piaci nap Szereplők
- Wajdi Mouawad: Futótűz – Jeanne Marwan
- Branden Jacobs-Jenkins: Gloria – Gloria/Nan

A Színházi adattárban regisztrált bemutatóinak száma: 15.
- Euripidész: Alkésztisz... Kar
- Mihail Afanaszjevics Bulgakov: Álszentek összeesküvése... Színésznő II.
- Ernest Theodor Hoffmann: A csoda alkonya
- William Shakespeare: A velencei kalmár... Nerissa
- Euripidész: Andromaché... Hermioné
- Vörösmarty Mihály: Csongor és Tünde... Tünde
- Mohácsi János: Egyszer élünk avagy a tenger azontúl tűnik semmiségbe
- Madách Imre: Az ember tragédiája
- William Shakespeare: Hamlet... Gertrúd
- Brian Nelson: Cukorfalat (Hard Candy)... Hayley
- John Osborne: Hazafit nekünk... Hilde
- Fejes Endre : Jó estét nyár, jó estét szerelem!... Hüvös Ilona
- Arisztophanész: Lüzisztraté... Lüzisztraté
- Ulrich Hub: Náthán gyermekei... Recha
- Claudio Monteverdi: Poppea megkoronázása... Szerelem
- Garaczi László: Szépet fogtok álmodni!... Laura Graf
- Tuttugu og tvier
- Móricz Zsigmond: Úri muri... Szabó Rozália
- Háy János: Vasárnapi ebéd... Lány, a darab kezdetekor 26 éves
- Kiss Erzsi-Gyöngyösi Tamás-Katona Gábor−Ladányi Andrea: 44 FEET
- Weöres Sándor: Holdbeli csónakos... Gyöngyvér, Jégapó udvari énekesnője
- Katona József: Bánk bán junior... Izidóra
- Molière: A fösvény... Élise, Harpagon lánya, Valere szerelmese
- Klaus Mann: Mephisto... Nicoletta von Niebuhr
- Szomory Dezső: Hermelin... Sz. Hárfás Gizi

## Filmszerepei
- Zárójelentés (2020) Rendező: Szabó István
- Kölcsönlakás | (2019) Rendező: Dobó Kata, Gulyás Buda
- Vándorszínészek | (2018) Rendező: Sándor Pál
- Hurok | (2016) Rendező: Madarász Isti
- Kaland  | ((2011) Rendező: Sipos József
- Eszter hagyatéka | (2008) Rendező: Sipos József
- Overnigh* Szent Iván napja | (2007) Rendező: Török Ferenc
- Hasutasok | (2007) Rendező: Szőke András
- Noé bárkája  | (2007) Rendező: Sándor Pál
- Kompakt kis szerelem | (2006) Rendező: Esztergályos Krisztina
- Köszönet a szabadság hőseinek | (2006) Rendező: Silló Sándor
- Valami Amerika | (2002) Rendező: Herendi Gábor

## Filmsorozatok
- Pirkadat (2008)
- Társas játék (2011–2013)
- Segítség! Itthon vagyok! (2020)
- Pepe (2022–)

## Reklámfilmek
- Pannon GSM (1999)
- Ferrero Rocher (2018)

## Videók Martinovics Dorináról
- Teljesen idegenek a Játékszínben
- Téli rege a Radnótiban – Martinovics Dorina (Radnóti Színház) – Radnóti Színház
- Irodalom Éjszakája 2019 // Budapest // Martinovics Dorina: Remélem, kapok pajtit!
- Martinovics Dorina – Pirosban a női szívekért
- FERRERO ROCHER reklámfilm
- Pannon GSM reklámfilm